# Liste der Kulturgüter in Rothenfluh
Die Liste der Kulturgüter in Rothenfluh enthält alle Objekte in der Gemeinde Rothenfluh im Kanton Basel-Landschaft, die gemäss der Haager Konvention zum Schutz von Kulturgut bei bewaffneten Konflikten, dem Bundesgesetz vom 20. Juni 2014 über den Schutz der Kulturgüter bei bewaffneten Konflikten sowie der Verordnung vom 29. Oktober 2014 über den Schutz der Kulturgüter bei bewaffneten Konflikten unter Schutz stehen.
Objekte der Kategorie A sind im Gemeindegebiet nicht ausgewiesen, Objekte der Kategorie B sind vollständig in der Liste enthalten, Objekte der Kategorie C fehlen zurzeit (Stand: 1. Januar 2023).

## Kulturgüter
| Foto |                                                                                   | Objekt                                                 | Kat. | Typ | Standort                             | Beschreibung |
| ---- | --------------------------------------------------------------------------------- | ------------------------------------------------------ | ---- | --- | ------------------------------------ | ------------ |
| BW   | Datei hochladen · Wikidata zu Fluh, Refugium unbekannter Zeitstellung (Q29681579) | Fluh, Refugium unbekannter Zeitstellung KGS-Nr.: 01519 | B    | F   | Roti Flue 635800 / 257505            |              |
| ja   | Datei hochladen · Wikidata zu Ergolzbrücke «Im Weier» (Q29679973)                 | Ergolzbrücke «Im Weier» KGS-Nr.: 12201                 | B    | G   | Alte Landstrasse 634886 / 257345     |              |
| ja   | Datei hochladen · Wikidata zu Evangelisch-reformiertes Pfarrhaus (Q29679987)      | Evangelisch-reformiertes Pfarrhaus KGS-Nr.: 12202      | B    | G   | Ormalingerstrasse 51 635764 / 256859 |              |
| ja   | Datei hochladen · Wikidata zu Feldscheune «Säge» (Q29680002)                      | Feldscheune «Säge» KGS-Nr.: 12203                      | B    | G   | Riedmatten 129 634675 / 257633       |              |
| BW   | Datei hochladen · Wikidata zu Speicher (Q29681594)                                | Speicher KGS-Nr.: 12204                                | B    | G   | Dorfplatz 50a 635747 / 256812        |              |